# Messier 62
A Messier 62 (más néven M62 vagy NGC 6266) egy gömbhalmaz a Ophiuchus (Kígyótartó) csillagképben.

## Felfedezése
Az M62 gömbhalmazt Charles Messier fedezte fel 1771. június 7-én.  Mivel pontos pozícióját csak 1779. június 4-én állapította meg, katalógusában az utóbbi dátummal szerepel. William Herschel volt az első, aki csillagokra tudta bontani a halmazt.

## Tudományos adatok
Egy 1973-ból származó adat szerint a halmazban 89 ismert változócsillag található, melyek többsége RR Lyrae típusú.